# (1418) Fayeta
(1418) Fayeta ist ein Asteroid des Hauptgürtels, der am 22. September 1903 vom deutschen Astronomen Paul Götz in Heidelberg entdeckt wurde.
Der Asteroid ist nach Gaston Joules Fayet (1874–1967) benannt, einem Direktor der Sternwarte von Nizza.